# Henschel 504
Mit der internen Bezeichnung 504 bezeichnete der Hersteller Rheinstahl Henschel AG eine Lkw-Baureihe mit Frontlenkerfahrerhaus, die auf der IAA 1967 als Nachfolger der Baureihe 503 vorgestellt wurde. Im Gegensatz zur Vorgängerbaureihe war die Front glatt statt geriffelt, die Frontscheibe nach unten verlängert und das Dach erhöht. Die Kabinen waren stets kippbar ausgeführt. Mit der Baureihe 504 wurden auch neue Motoren eingeführt. Mit der Fusion von Hanomag und Henschel zur Hanomag-Henschel-Fahrzeugwerke GmbH im April 1969, an der Daimler-Benz mehrheitlich beteiligt war, wurden der Henschel-Schriftzug und -Stern an der Front durch einen „Hanomag-Henschel“-Schriftzug auf der Front ersetzt. Ab 1970 wurden die Kabinen mit einem breiten Kühlergrillgitter ausgestattet. 1974 gab Daimler-Benz die Marke „Hanomag-Henschel“ auf und stellte die Produktion ein.

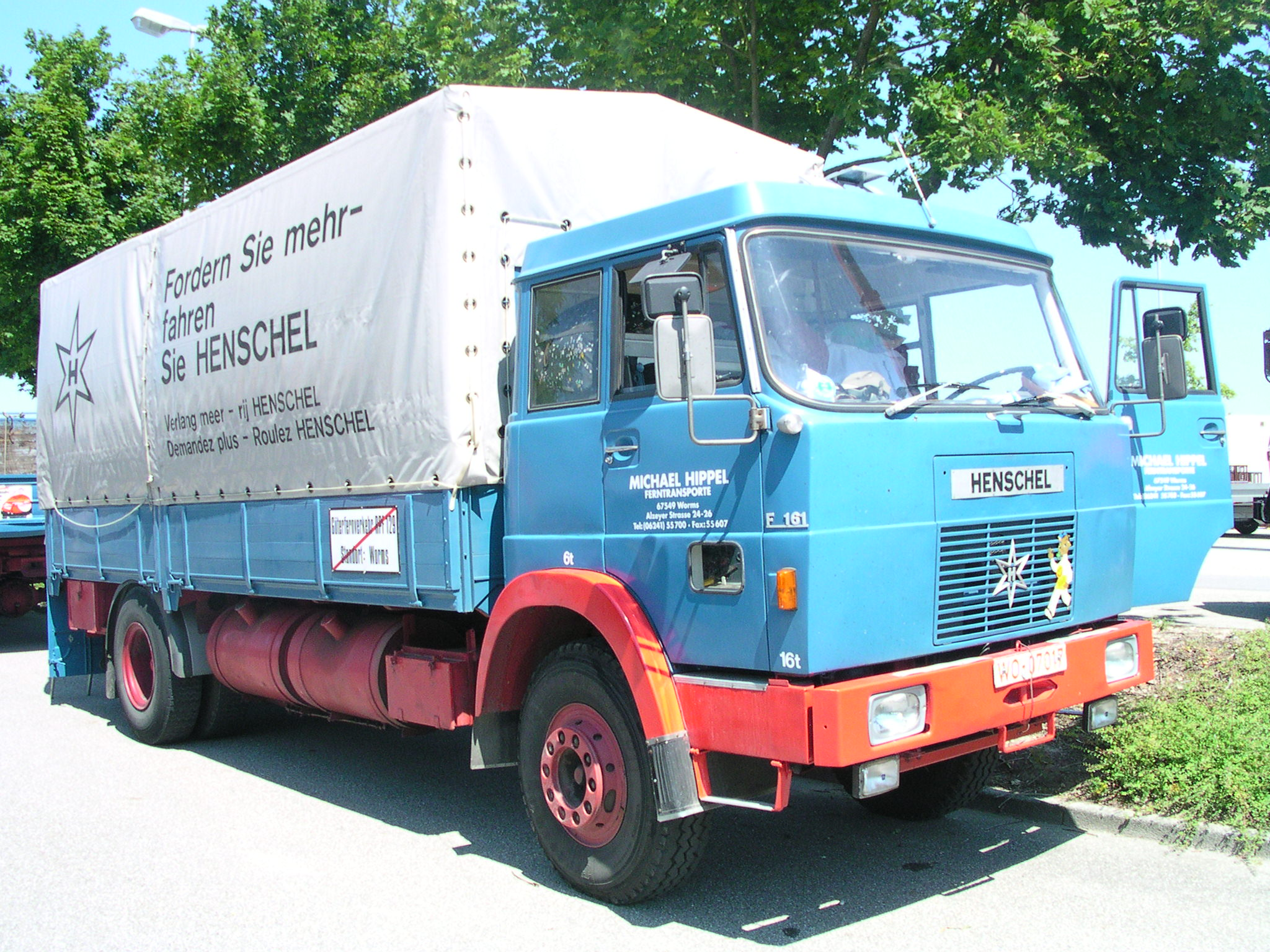
Henschel F 161 L (1967–1969)
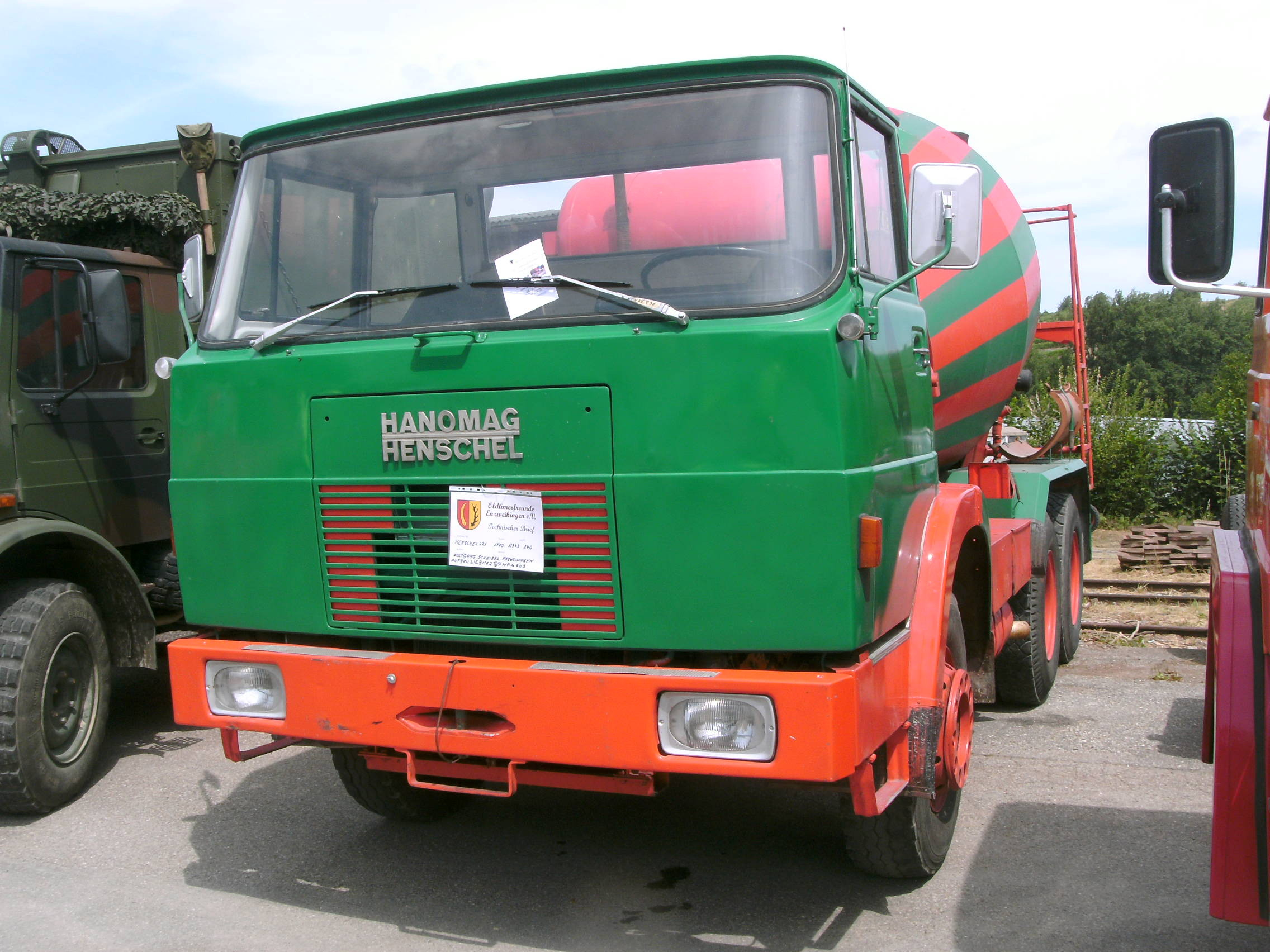
Hanomag-Henschel F 221 BM (1969–1970)
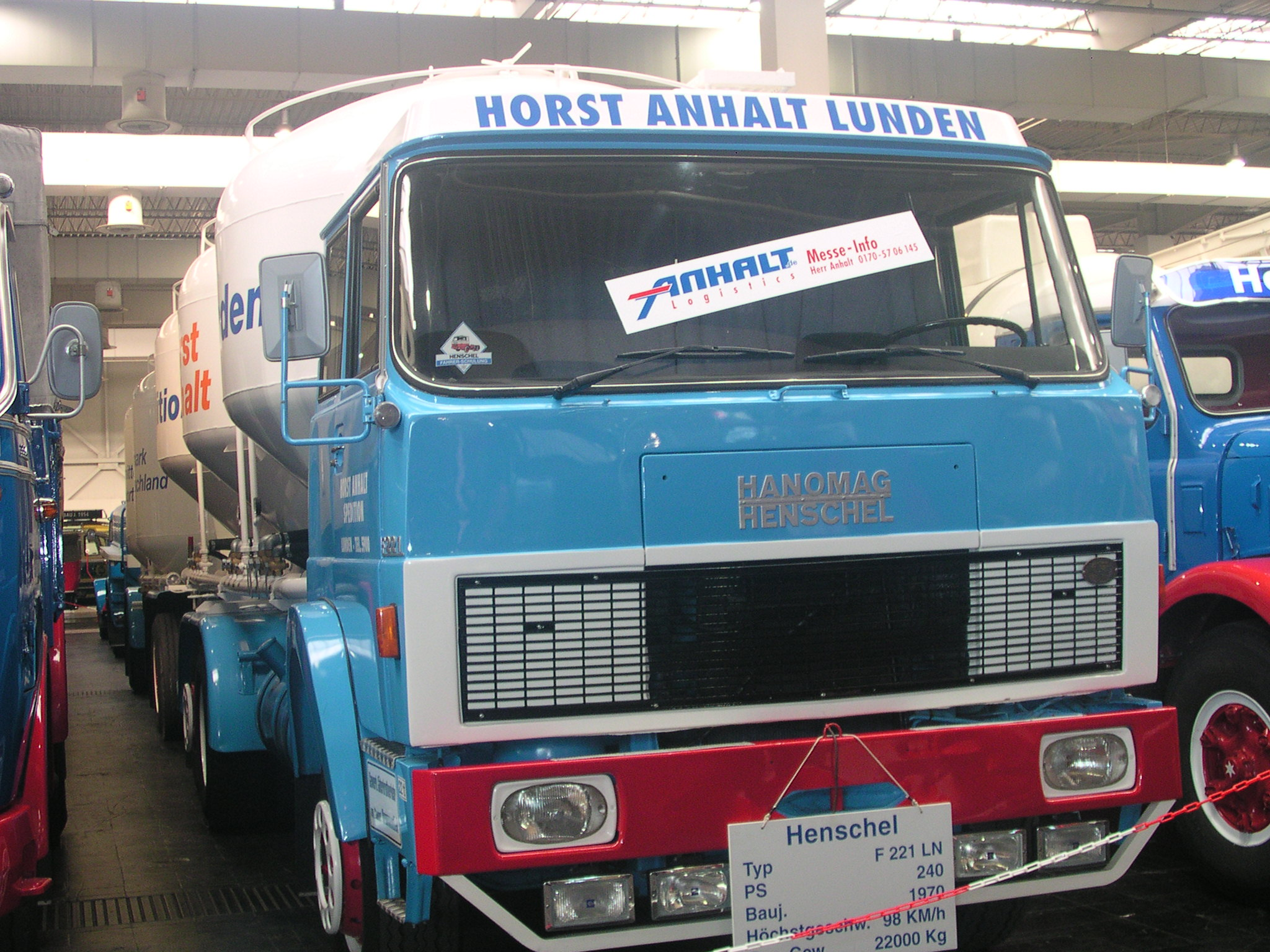
Hanomag-Henschel F 221 LN (1970–1974)

## Typen

### F 161/191/201/221/261
1967 wurden zunächst die Schwerlastwagen mit 16 Tonnen (Export 19 Tonnen) und 22 Tonnen zulässigem Gesamtgewicht auf die neue Baureihe umgestellt.
Angeboten wurden zunächst der Pritschenwagen als F 161/191 L mit 4750 mm Radstand, als F 221 LE (6x4) mit 4735 + 1350 mm Radstand und als F 221 LN (6x2) mit Nachlaufachse und 4585 + 1350 mm Radstand sowie die Sattelzugmaschine als F 161/191 S mit 3350 mm und 3600 mm Radstand oder als F 201/221 mit zwei Lenkachsen und angetriebener dritter Achse (S 2) oder angetriebener zweiter und dritter Achse (S 2 A) oder mit einer Lenkachse und zwei angetriebenen Achsen (S).
Die Kipper (K) bekamen erst 1969 die neue Kabine, der Radstand war 3.600 mm beim F 161/191 K und 2.745 + 1.310 mm beim F 221/261 K.
Der Reihensechszylinder von Henschel mit 11.943 ccm Hubraum hatte anfangs 230 PS, ab Herbst 1969 240 PS.

### F 141
1968 wurde auch der 14 Tonnen-Lkw auf die neue Kabine umgestellt. Der Pritschenwagen (L) hatte 4350 mm Radstand, die Sattelzugmaschine (S) 3350 mm.
Der Reihensechszylinder von Henschel mit 11.943 ccm Hubraum leistet 186 PS, 1970 wurde der F 141 aus dem Programm genommen.

### F 163/193/203/223
1969 konnten die Schwerlastwagen auch mit einem V10-Motor von Daimler-Benz mit 15.950 ccm Hubraum und 320 PS ausgestattet werden.